# 64-й армійський корпус (Третій Рейх)
LXIV-й (64-й) армі́йський ко́рпус (нім. LXIV. Armeekorps) — армійський корпус Вермахту за часів Другої світової війни.

## Історія
LXIV-й армійський корпус був сформований 5 серпня 1944 на основі 64-го резервного корпусу Вермахту.

## Райони бойових дій
- Південно-східна Франція (серпень 1944 — січень 1945);
- Ельзас (січень — березень 1945);
- Південно-західна Німеччина (березень — травень 1945).

## Командування

### Командири
- генерал інженерних військ Карл Закс (нім. Karl Sachs) (5 серпня — 1 вересня 1944);
- генерал-лейтенант, з 1 листопада 1944 генерал від інфантерії Отто Ляш (нім. Otto Lasch) (1 вересня — 1 листопада 1944);
- генерал-лейтенант, з 1 січня 1945 генерал від інфантерії Гельмут Тумм (нім. Hellmuth Thumm) (1 листопада 1944 — 15 січня 1945);
- генерал-лейтенант Фрідріх-Вільгельм Гаук (нім. Friedrich-Wilhelm Hauck) (15 — 21 січня 1945);
- генерал-лейтенант, з 1 квітня 1945 генерал артилерії Максиміліан Гріммайсс (нім. Maximilian Grimmeiß) (21 січня — 15 квітня 1945);
- генерал-лейтенант Гельмут Фрібе (нім. Helmuth Friebe) (15 квітня — ? квітня 1945, ТВО);
- генерал артилерії Рудольф фрейхерр фон Роман (нім. Rudolf Freiherr von Roman) (квітень — 8 травня 1945).

## Бойовий склад 64-го армійського корпусу
Формування управління, забезпечення та підтримки
- 464-те артилерійське командування (Arko 464),
- 464-та корпусна рота зв'язку (Korps-Nachrichten-Kompanie 464);
- 536-та комендатура тилу (Korück 536), з 1945 року.

- 716-та піхотна дивізія (716. Infanterie-Division);
- 189-та резервна дивізія (189. Reserve-Division).

- 189-та піхотна дивізія (189. Infanterie-Division);
- 198-ма піхотна дивізія (198. Infanterie-Division);
- 716-та піхотна дивізія.

- 198-ма піхотна дивізія;
- 716-та піхотна дивізія.

- 21-ша танкова дивізія (21. Panzer-Division);
- 716-та піхотна дивізія;
- 16-та фольксгренадерська дивізія (16. Volks-Grenadier-Division);
- 106-та танкова бригада «Фельдхерналле» (Panzer-Brigade 106 “Feldherrnhalle”).

- 716-та піхотна дивізія;
- 16-та фольксгренадерська дивізія;
- 553-тя фольксгренадерська дивізія (553. Volks-Grenadier-Division);
- 708-ма фольксгренадерська дивізія (708. Volks-Grenadier-Division);
- залишки 325-ї дивізії охорони (325. Sicherungs-Division).

- 716-та піхотна дивізія;
- 708-ма фольксгренадерська дивізія.

- 189-та піхотна дивізія;
- 198-ма піхотна дивізія;
- 716-та піхотна дивізія;
- 16-та фольксгренадерська дивізія;
- 708-ма фольксгренадерська дивізія;
- 106-та танкова бригада «Фельдхерналле».

- 189-та піхотна дивізія;
- 198-ма піхотна дивізія;
- 269-та піхотна дивізія (269. Infanterie-Division);
- 716-та піхотна дивізія;
- 16-та фольксгренадерська дивізія;
- 708-ма фольксгренадерська дивізія;
- 106-та танкова бригада «Фельдхерналле».

- 189-та піхотна дивізія;
- 198-ма піхотна дивізія;
- 16-та фольксгренадерська дивізія;
- 708-ма фольксгренадерська дивізія;
- 2-га гірсько-піхотна дивізія (2. Gebirgs-Division).

- 198-ма піхотна дивізія;
- 16-та фольксгренадерська дивізія;
- 708-ма фольксгренадерська дивізія;
- Дивізія № 405 (Division Nr. 405);
- Бригада Баура (Brigade Baur).

- 106-та піхотна дивізія (106. Infanterie-Division);
- 198-ма піхотна дивізія;
- Дивізія № 405.

- 106-та піхотна дивізія;
- 553-тя фольксгренадерська дивізія;
- Дивізія № 405.

- 106-та піхотна дивізія;
- 716-та піхотна дивізія;
- 257-ма фольксгренадерська дивізія (257. Volks-Grenadier-Division);
- Дивізія № 405;
- Бригада Шейера (Brigade Scheyer).

- 189-та піхотна дивізія;
- 16-та фольксгренадерська дивізія.

- 47-ма фольксгренадерська дивізія (47. Volks-Grenadier-Division);
- 257-ма фольксгренадерська дивізія.